# Curaca Vitacura
Vitacura, nacido en Cuzco, también llamado Futacura (del mapudungún: Piedra grande), fue el mitimae a quien los incas nombraron gobernador de la cuenca de Santiago. Mientras que Quilicanta, gobernador de la cuenca del Aconcagua, representaba a la autoridad imperial, a Vitacura le fue encargada la administración de los mitimaes.

## Biografía
Vitacura es relevante para la historia de América porque se encontraba en ejercicio en la primavera de 1540, momento en que la expedición de Pedro de Valdivia dio inicio a la conquista del territorio que daría paso a la Capitanía General de Chile, precursora de la actual República de Chile.
Su caserío se localizaba en el Cerro San Luis, exactamente en el lugar que ocupa actualmente el edificio de calle Luz 3040 apodado El Cacique en su honor.

## Obras
Efectuó muchas obras de agricultura y regadío, dentro de las cuales se cuentan muchas que todavía están en uso en la época actual como la acequia madre de Huechuraba que tiene un salto en la zona de La Pirámide que permite regar toda la zona de Huechuraba.

## Cacique o Curaca
Los españoles nombraban cacique a los dignatarios aborígenes para evitar darles el trato de rey. sin duda un exónimo que poco tenía que ver con su cargo. Vitacura era Curaca y respondía al imperio inca. Cuando este cayó tras la Conquista del Perú, se sublevó contra Quilicanta.

## Muerte
Cuando supo de la llegada de los españoles escondió el oro que era destinado al inca. Estos, probablemente al saber de este latrocinio, llegaron, lo torturaron y asesinaron. Desde ahí existe el Mito del entierro de Vitacura que ha llevado a muchos a gastar fortunas y vidas en encontrar dicho oro, calculado en dos toneladas.